# 西邊道 (加拿大倫敦)
西邊道（英語：Western Road）是加拿大安大略省倫敦的一條的南北向主幹路，長3.4（2.1英里），環繞西安大略大學校園、大學醫院及索金–美特蘭堂等學生舍堂西側。西邊道始於美臣威老廣場以南的列治文街街區，繼續向南與宏卡夫道（Wharncliffe Road）相連。

## 歷史
西邊道名稱源於西安大略大學，是通往校園的主要通道之一。它也是繞過倫敦北部一些較舊且擁擠的社區的主要交通走廊。直到1960年代，這條道路都是鄉村的，後隨着大學的發展而變得更加城市化。
倫敦北部的住宅擴張，以及靠近大學校園及醫院，導致嚴重的道路缺陷。道路在高峰期間經歷擁堵，以及許多坑洼及磨損的路面。
因此，西邊道被加拿大汽車聯會提名為安大略省最糟糕的道路之一。2007年，西邊道被拓寬為由曉倫大學學院至列治文街的四車道主幹路。這條道路今在校園區域內為一條寬闊的林蔭大道。